# 沙利文縣 (印第安納州)
沙利文縣（英語：Sullivan County）是美國印地安納州西部的一個縣，西鄰伊利諾伊州。面積1,176平方公里。根據美國2000年人口普查，共有人口21,751人。縣治沙利文（Sullivan）。
成立於1817年1月15日。縣名紀念美國獨立戰爭英雄約翰·沙利文少將。